# Rei Birendra del Nepal
Birendra Bir Bikram Shah (nepalès: वीरेन्द्र वीर विक्रम शाह) (29 de desembre de 1944 - 1 de juny de 2001) va ser el rei del Nepal des de 1972 fins a 2001. Era el fill gran del rei Mahendra i va regnar fins a la seva mort a la massacre real de juny de 2001 al Nepal a mans del seu propi fill Dipendra a rel d'una discussió.
El seu regnat va començar seguint la tradició de la monarquia absoluta implantada pel seu pare, però el 1990, davant les protestes en favor de la democràcia, va reformar la constitució per donar lloc a una monarquia parlamentaria (cosa molt criticada pel seu germà Gyanendra).
L'estabilitat del Nepal es va veure amenaçada encara més quan el príncep hereu Dipendra va obrir foc en una casa en els terrenys del Palau Reial de Narayanhity, la residència de la monarquia nepalesa, on se celebrava una festa. Va disparar i va matar el seu pare, el rei Birendra, la seva mare, la reina Aishwarya, i d'altres set membres de la família reial abans de disparar-se al cap el l'1 de juny de 2001.
Gairebé tots els familiars reals van morir en la massacre, excepte Gyanendra Shah, el germà menor de Birendra. Dipendra va ser proclamat rei però va morir uns dies més tard de les ferides d'arma de foc autoinfligides sostingudes en la massacre. D'aquesta manera, Gyanendra es va convertir en rei.
Informes de testimonis i una investigació oficial (portada per un comitè de dues persones integrat pel cap de la Cort Suprema Keshav Prasad Upadhaya i el president de la Cambra de Representants Taranath Ranabhat), va confirmar que Dipendra era l'home armat. El mite és que Dipendra tenia més de 10 llocs com una sola persona en diversos llocs és una gran pregunta fins a aquesta data. La investigació detallada és impossible, ja que el govern de Gyanendra va manar enderrocar el "Tribhuvan Sadan" (l'edifici on es va produir la massacre) que va convertir a Gyanendra en el rei més impopular.